# Bet365
Bet365 Group Ltd (algemeen bekend als bet365 en gesproken als "bet drie-zes-vijf") is een van de grootste bookmakers ter wereld. Bet365 staat vooral bekend om haar aanbod aan sportweddenschappen, maar heeft ook een uitgebreid online casino inclusief live casino.
Bet365 is een van oorsprong Engels bedrijf dat over de gehele wereld opereert. Het is de grootste bookmaker ter wereld en hét grootste gokbedrijf zonder notering aan de beurs.

## Overzicht
Bet365 is een online gokbedrijf dat sportweddenschappen en casinospellen aanbiedt.
Naast het hoofdkantoor van het bedrijf in Stoke-on-Trent, heeft Bet365 nog andere kantoren in Manchester, Gibraltar, Malta, Bulgarije en Australië . De groep had vanaf 2020 meer dan 4.000 mensen in dienst.
Bet365 is een handelsnaam van Hillside (New Media) Ltd. en activiteiten, waaronder betalingen via het partnerprogramma worden uitgevoerd onder die naam.

## Geschiedenis
Bet365 werd in 2000 opgericht in een verplaatsbaar gebouw in Stoke-on-Trent door Denise Coates. Denise ontwikkelde een platform voor sportweddenschappen en een handelsteam om het bedrijf in maart 2001 online te lanceren. Het bedrijf leende £ 15 miljoen van Royal Bank of Scotland tegen het landgoed van de gokwinkel van de familie, dat in 1974 was gestart door Peter Coates en vanaf 1995 werd geleid door Denise Coates als algemeen directeur. Bet365 verkocht zijn gokwinkelketen in 2005 voor £ 40 miljoen aan Coral en betaalde zijn lening aan RBS af.
Bet365-voorzitter Peter Coates was ook de voorzitter bij Stoke City en in mei 2012 tekende Bet365 een driejarig contract met de club om shirtsponsor te worden. In april 2016 werd het bedrijf de nieuwe titelsponsor voor het stadion van de club voor de komende zes seizoenen, ter vervanging van de lokale onderneming Britannia Building Society. In de zomer van 2016 tekende Bet365 ook shirtsponsorovereenkomsten met de Bulgaarse clubs Ludogorets Razgrad en Slavia Sofia voor de komende twee seizoenen. 
Bet365's gerapporteerde cijfers (maart 2020-21) toonden een omzet van £ 2,8 miljard en een winst van £ 470 miljoen vóór belastingen.
Denise Coates, joint chief executive, blijft Bet365 leiden en is de meerderheidsaandeelhouder met 50,1% van de aandelen. Haar broer John, mede-directeur, runt het bedrijf naast haar, terwijl haar vader Peter de functie van voorzitter bekleedt.
In de zomer van 2019 sloten de grootste Britse bookmakers en online casino-exploitanten William Hill, GVC Holdings, Flutter Entertainment, Stars Group en Bet365 een overeenkomst om geld over te maken om gokverslaving te bestrijden. Ze kwamen overeen om het bedrag in de komende vijf jaar te verhogen van 0,1% naar 1% van het bruto-inkomen.

### Buitenlandse operaties
In 2018, kort nadat de uitspraak van het Amerikaanse Hooggerechtshof over sportweddenschappen de Amerikaanse staten toestond sportweddenschappen te reguleren, kondigde Bet365 plannen aan om in de Verenigde Staten te lanceren, te beginnen met de staat New Jersey met een samenwerking met Hard Rock Hotel and Casino in Atlantic City. Het bedrijf zou later in september 2021 aankondigen dat Bet365 in Colorado zal worden gelanceerd met een licentie- en inkomstendelingsovereenkomst met Century Casinos . Bet365 is op 6 september 2022 geopend in Colorado
In april 2022 werd Bet365 ook gelanceerd in Ontario nadat het was goedgekeurd door de Alcohol and Gaming Commission van Ontario om sportweddenschappen uit te voeren in de provincie na het aannemen van een nieuwe Canadese wet die wedden op één spel legaliseerde.
Sinds 1 april 2021 geldt in Nederland de wet Kansspelen op afstand (Koa). Sinds 1 oktober 2021 beschikt het bedrijf over een Nederlandse kansspelvergunning afgegeven door de Kansspelautoriteit (KSA)

## Onderscheidingen en prestaties
Bij de eGaming Review Operator Awards 2010, georganiseerd door het tijdschrift eGaming Review, won Bet365 de prijs "Operator of the Year". Bet365 staat op de derde plaats in de ranglijst van The Sunday Times Profit Track 100, die particuliere bedrijven in het Verenigd Koninkrijk rangschikt op basis van winstgroei. Bet365 werd ook gerangschikt als een van de snelst groeiende particuliere technologie-, media- en telecombedrijven in de Sunday Times Tech Track 100 ranglijst.
Het tijdschrift eGaming Review heeft Bet365 gerangschikt als het nummer één internetgamingbedrijf in 2010, 2011 en 2012 als onderdeel van de jaarlijkse Power 50-lijst van de top 50 van meest invloedrijke internetgamingbedrijven. Denise Coates, oprichter en mede-CEO van Bet365, ontving een CBE op de Queen's New Year Honours List 2012 voor diensten aan de gemeenschap en het bedrijfsleven. In februari 2013 werd Denise Coates door Woman's Hour op BBC Radio 4 genoemd als een van de 100 machtigste vrouwen in het Verenigd Koninkrijk.

## Controversies
In oktober 2014 meldde de krant The Guardian dat het bedrijf weddenschappen had aangenomen van Chinese burgers door obscure domeinnamen te gebruiken om webcensuur door de overheid te omzeilen.
In 2016 kreeg Bet365 een boete van $ 2,75 miljoen AUD van de Australian Competition &amp; Consumer Commission voor misleidende advertenties die ten onrechte "gratis weddenschappen" beloofden aan klanten.
Denise Coates werd in 2017 de best betaalde executive in het Verenigd Koninkrijk en kende zichzelf een salaris toe van £ 217 miljoen. In 2018 steeg haar loonpakket tot £ 265 miljoen, terwijl het bedrijf een winststijging van 31% rapporteerde tot £ 660 miljoen, wat leidde tot kritiek van liefdadigheidsgroepen voor probleemgokken. In januari 2019 stond Bet365 op de tweede plaats op de Sunday Times- lijst van de grootste belastingbetalers in het Verenigd Koninkrijk, waarbij de familie Coates - Denise, John en Peter - een geschatte totale belasting van £ 156 miljoen betaalde, waarvan £ 99 miljoen alleen door Denise werd betaald.
Verdere kritiek wijst op herhaalde gevallen van Bet365 die de betaling aan winnende spelers uitstelt of ronduit weigert. Zo werd Bet365 voor de rechter gedaagd omdat het weigerde meer dan £ 1 miljoen aan winst te betalen aan een paardengokker in Noord-Ierland in 2017. Het bedrijf weigerde in 2016 een uitbetaling van £ 54.000 aan een gokker in Engeland, een zaak die vanaf 2017 nog steeds aan de gang is In Australië bevroor Bet365 het account en weigerde het een gokker te betalen die in 2016 ongeveer $ 200.000 AUD had gewonnen Dit zijn slechts enkele van de meest opmerkelijke voorbeelden; er zijn nog meer gevallen gemeld van Bet365 die weigert om winsten uit te betalen door gokkers op gokforums op internet.
Weddenschappen zijn illegaal in India, maar Bet365 deed surrogaatreclame, het ministerie van consumentenzaken, India, stuurde berichten naar verschillende televisiezenders en apps voor het tonen van advertenties van gokbedrijven en vroeg om de advertenties van Bet365 enz. Wedplatforms onmiddellijk te stoppen.

## Media
In de UK is het gezicht van Bet365 sinds 2010 acteur Ray Winstone.